# Вонгус
Вонгус (Вангус) — река в России, протекает по территории Санчурского района Кировской области. Устье реки находится в 103 км по правому берегу Большого Кундыша. Длина реки — 14 км, площадь водосборного бассейна — 69,9 км².
Исток реки у деревни Царегородцево близ границы с Нижегородской областью в 30 км к северо-западу от Санчурска. Течёт на юго-восток, протекает деревни Царегородцево и Люмпанур. Впадает в Большой Кундыш, по которому здесь идёт граница с Республикой Марий Эл у деревни Юванур.

## Данные водного реестра
По данным государственного водного реестра России относится к Верхневолжскому бассейновому округу, водохозяйственный участок реки — Волга от Чебоксарского гидроузла до города Казань, без рек Свияга и Цивиль, речной подбассейн реки — Волга от впадения Оки до Куйбышевского водохранилища (без бассейна Суры). Речной бассейн реки — (Верхняя) Волга до Куйбышевского водохранилища (без бассейна Оки).
Код объекта в государственном водном реестре — 08010400712112100000886.